# Patalene ochrea
Patalene ochrea là một loài bướm đêm trong họ Geometridae.